# Hans Huber (bokser)
Hans Huber (ur. 1 stycznia 1934 w Ratyzbonie, zm. 12 stycznia 2024 w Wenzenbachu) – niemiecki bokser, srebrny medalista olimpijski w wadze ciężkiej (Tokio 1964). W walce o złoty medal został pokonany przez Joe Fraziera.